# Georg Wuschanski

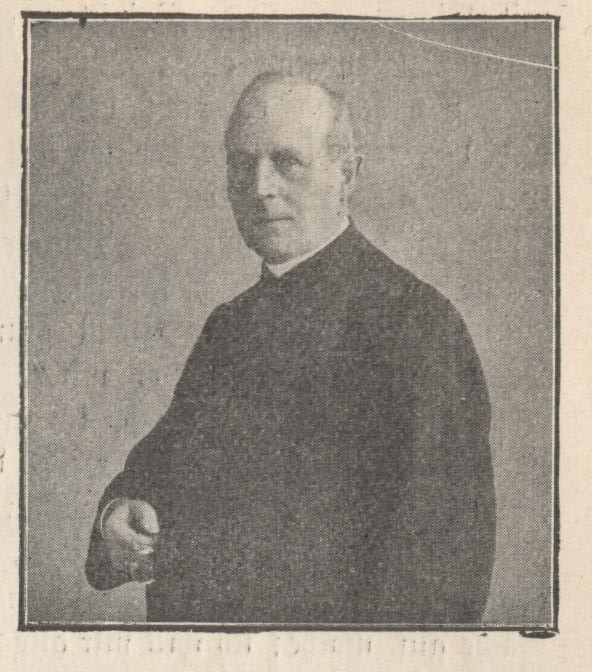
Bischof Georg Wuschanski

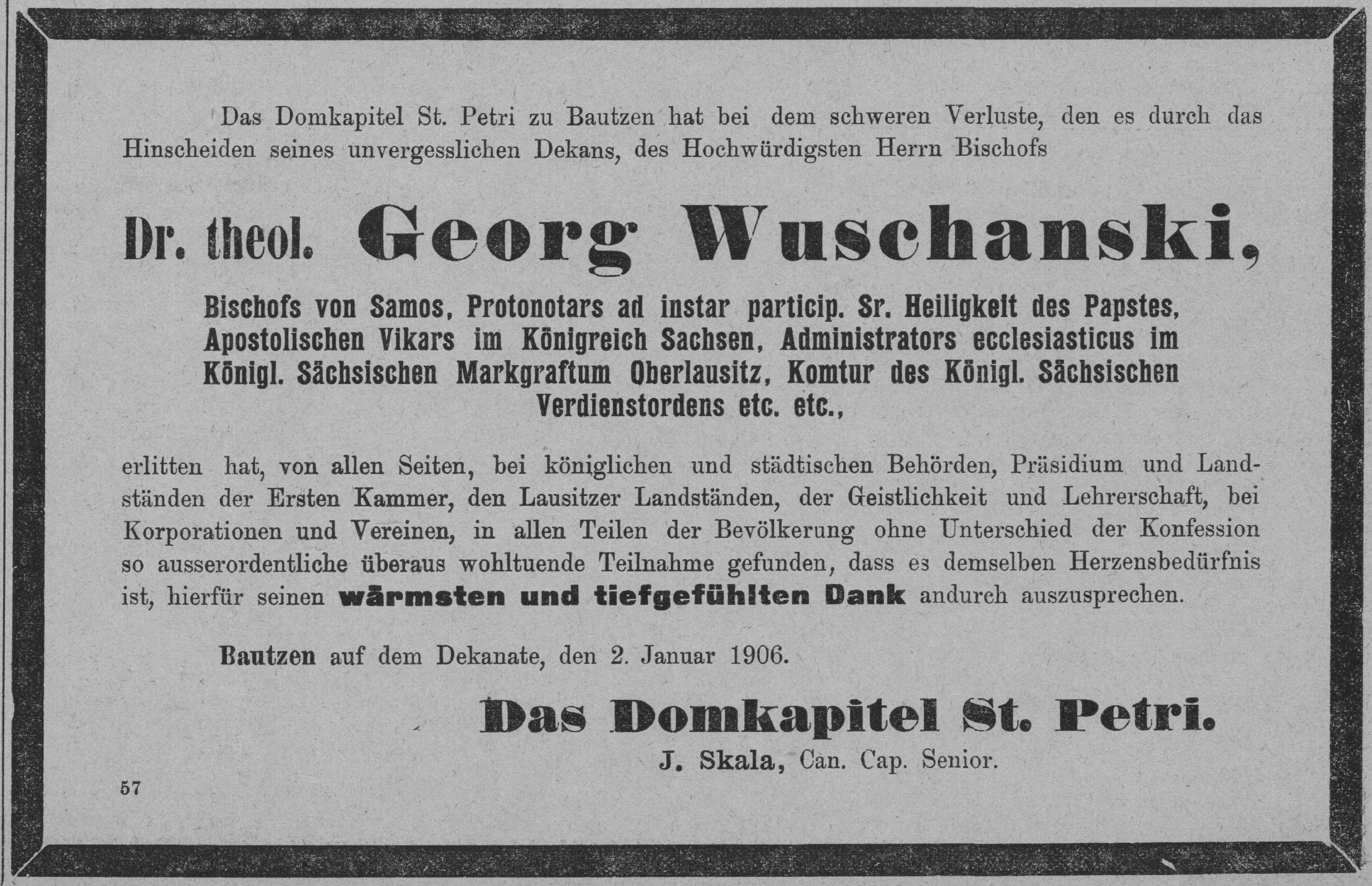
Traueranzeige – Danksagung (1906)

Georg Wuschanski, sorbisch Jurij Łusčanski (* 8. November 1839 in Ostro; † 28. Dezember 1905 in Bautzen), war Titularbischof von Samos sowie Apostolischer Vikar in den Sächsischen Erblanden, Apostolischer Präfekt des ehemaligen Bistums Meißen in der Markgrafschaft Oberlausitz und war damit Leiter der beiden katholischen Jurisdiktionsbezirke in Sachsen (mit Sachsen-Altenburg, Reuß älterer und jüngerer Linie) und Dekan des Bautzener Domstifts.

## Leben
Der Sorbe Jurij Łusčanski besuchte in Bautzen und Prag die Schule und war Zögling des Wendischen Seminars. Wiederum in Prag, später dann in Köln absolvierte er sein Theologiestudium. Er wurde 1866 in Breslau zum Priester geweiht und wirkte dann 11 Jahre lang als Kaplan in Ralbitz und Bautzen. Während seiner Bautzener Kaplanszeit leitete Wuschanski auch die sorbische Kirchenzeitung Katolski Posoł. Als Kaplan in Bautzen setzte sich Wuschanski für Sorbischunterricht an der katholischen Domschule ein. In Ermangelung geeigneter Lehrer gab er neben Religion bald auch Sorbischstunden.
Von 1877 bis 1894 war er in Prag Präses des Wendischen Seminars. Wuschanski wurde dann als residierender Domherr in das Kollegiatkapitel St. Petri zu Bautzen gewählt. Infolge der schweren Erkrankung des Apostolischen Präfekten Ludwig Wahl vertrat er ihn ab 1900 zunächst als Dekansadministrator, ab 1904 löste er ihn regulär als Apostolischer Präfekt von Meißen in der Oberlausitz ab. Schon im Dezember 1903 war er auch zum Apostolischen Vikar der Sächsischen Erblande in Dresden und zum Titularbischof von Samos ernannt worden. Die Bischofsweihe erhielt Georg Wuschanski am 19. März 1904 vom Breslauer Kardinal Georg von Kopp in Breslau. Von Amts wegen gehörte der Prälat von 1899 bis zu seinem Tod der I. Kammer des Sächsischen Landtags an.

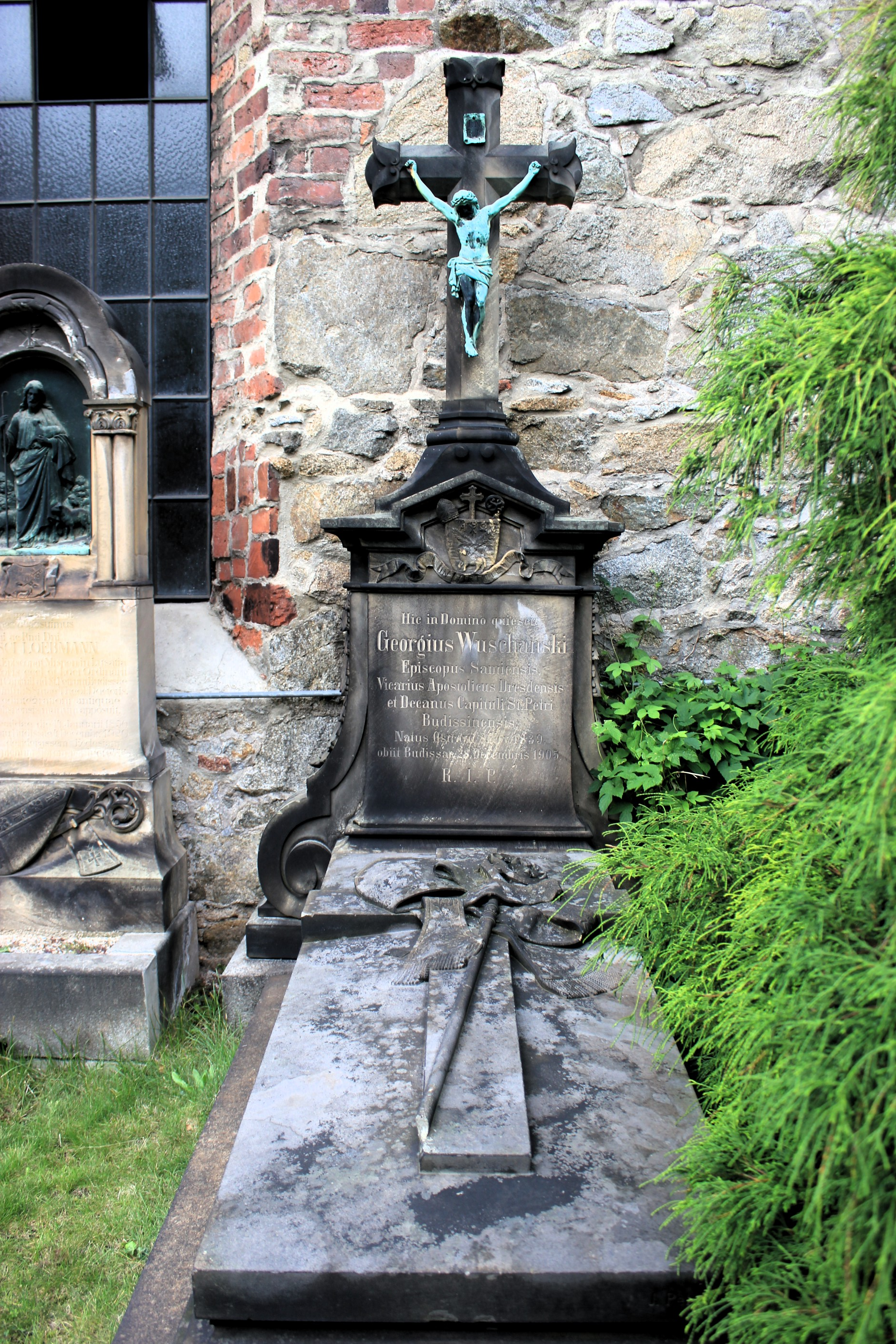
Grabstein von Georg Wuschanski auf dem Bautzener Nikolaifriedhof

Seine neuen Ämter konnte Wuschanski nur knapp 2 Jahre ausüben. Laut Nachruf starb er im Dezember 1905 plötzlich an einem Herzschlag und wurde auf dem Nikolaifriedhof in Bautzen bestattet. Georg Wuschanski hat einige kleinere Arbeiten zur Lausitzer Kirchengeschichte verfasst und sich auch intensiv mit der sorbischen Sprache beschäftigt. Bis zu seiner Wahl zum Dekan war er einige Jahre lang Vorsitzender der Maćica Serbska. Gemeinsam mit Michał Hórnik übersetzte er das Neue Testament ins Obersorbische. Auf diese Weise prägte er die katholische Version des Obersorbischen entscheidend mit und trug zur Modernisierung und Bereicherung der sich damals entwickelnden überkonfessionellen Form der obersorbischen Schriftsprache bei, die so im Wesentlichen noch heute in Gebrauch ist. Wuschanski verfasste außerdem einen Katechismus und eine kurze Geschichte des Wendischen Seminars.

## Werke
- Georg Wuschanski: Das Wendische Seminar St. Peter auf der Kleinseite in Prag. Wien 1893.
- Michał Hórnik u. Jurij Lusčanski (Übers. u. Hrsg.): Nowy zakoń (Neues Testament). Budyšin 1896 (Digitalisat).